# لکسینگتون ۳۵۹۷۷
سیارک ۳۵۹۷۷ (به انگلیسی: 35977 Lexington، نامگذاری:1999NA) سی و پنج هزار و نهصد و هفتاد و هفتمین سیارک کشف شده‌است که در ۳ ژوئیه ۱۹۹۹ کشف شد.